# 尤舒特河
尤舒特河是俄羅斯的河流，位於馬里埃爾共和國，屬於伊列季河的右支流，河道全長108公里，流域面積1,200平方公里，是泛舟的熱門地點。